# Departamento de Gaya
Gaya es un departamento situado en la región de Dosso, de Níger. En diciembre de 2012 presentaba una población censada de 261 638 habitantes. Está formado por las siguientes comunas o municipios, que se muestran asimismo con población de diciembre de 2012:
- Bana 18,128
- Bengou 18,469
- Gaya 63,815
- Tanda 49,973
- Tounouga 42,849
- Yélou 68,404[1]